# خانه نفیسی
خانه نفیسی مربوط به دوره قاجار است و در دزفول، محله میاندره واقع شده و این اثر در تاریخ ۱۷ اسفند ۱۳۸۱ با شمارهٔ ثبت ۷۸۹۵ به‌عنوان یکی از آثار ملی ایران به ثبت رسیده است.